# Ḑ
Ḑ, ḑ (D с седилью) — буква расширенной латиницы, 7-я буква ливского алфавита.

## Использование
В ливском языке обозначает звук [dʲ], впервые была использована в книге «Ливские песни» (Līvõ lōlõd), ранее вместо неё использовалась D́. По историческим причинам может выглядеть идентично D̦ d̦ (D с запятой снизу).
Ḑ используется в романизации арабского алфавита BGN/PCGN (1956) и ГЭГНООН (1972) для передачи арабской буквы дад (ض), обозначающей звук [dˤ], хотя в большинстве других романизаций используется буква Ḍ (D с точкой снизу).